# بيغ إي
بيج إي (بالإنجليزية: Big E)‏ مصارع أمريكي محترف وكان بطل رفع اثقال سابقا وكان الحارس الشخصي لدولف زيغلر قبل ان ينفصلان وهو حائز على حزام بطولة القارات قبل أن يخسره لصالح وايد بارات، وفاز سابقا ببطولة الآن أكس تي وكان رافع أثقال سابق، وفي 2009 وقع عقدا مع أف سي دبليو تحت اسم بيج أي لينجستون.

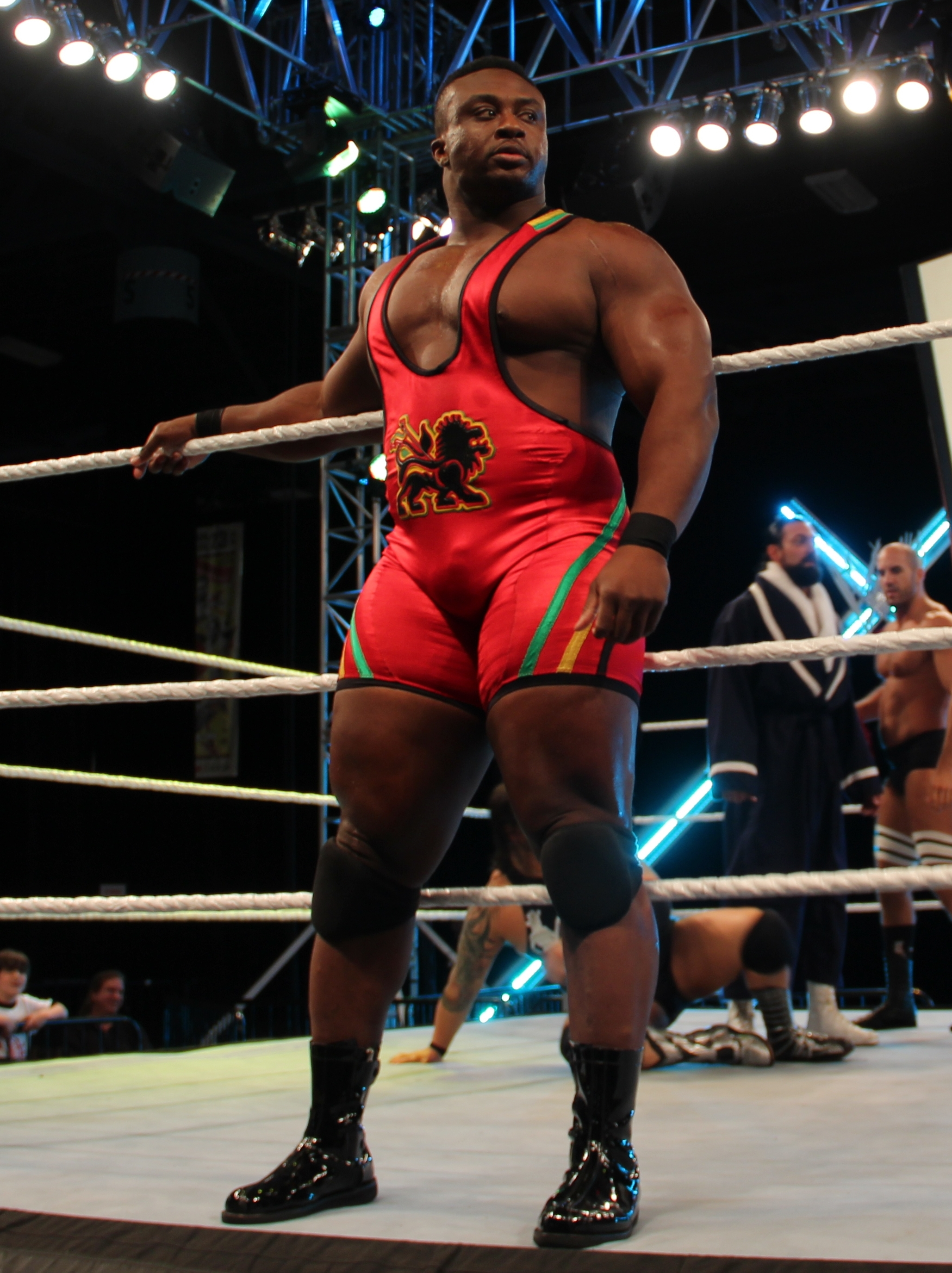
بيج إي لينجستون في أف سي دبليو 2012

## مسيرته في الدبليو دبليو إي (2012 - حتى الآن)

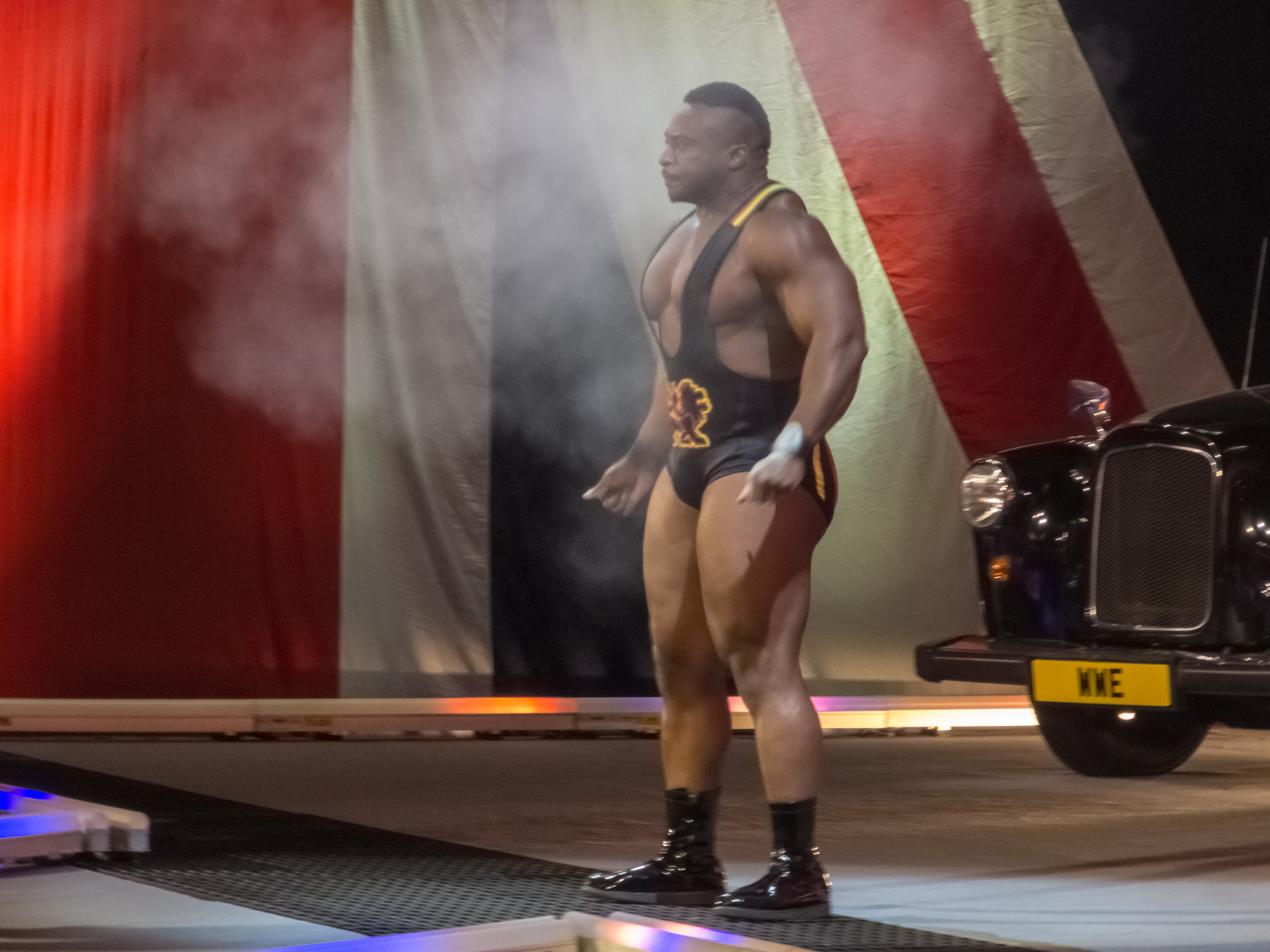
بيج إي في أبريل أثناء عرض الراو سنة 2013

و في 2012 عندما أستبدلت الدبليو دبليو إي أف سي دبليو ب أن أكس تي ضهر لينجستون في أول مباراة له عندما هزم آدم ميركر وكانت بداية لسلسلة أنتصاراته وتمكن من ليفوز على كامتشو، ودخل في عدأ مع فريق الدرع (كلاب العدالة) وتمكن لينجستون من الفوز على بطل الآن أكس تي ليصبح البطل الجديد 

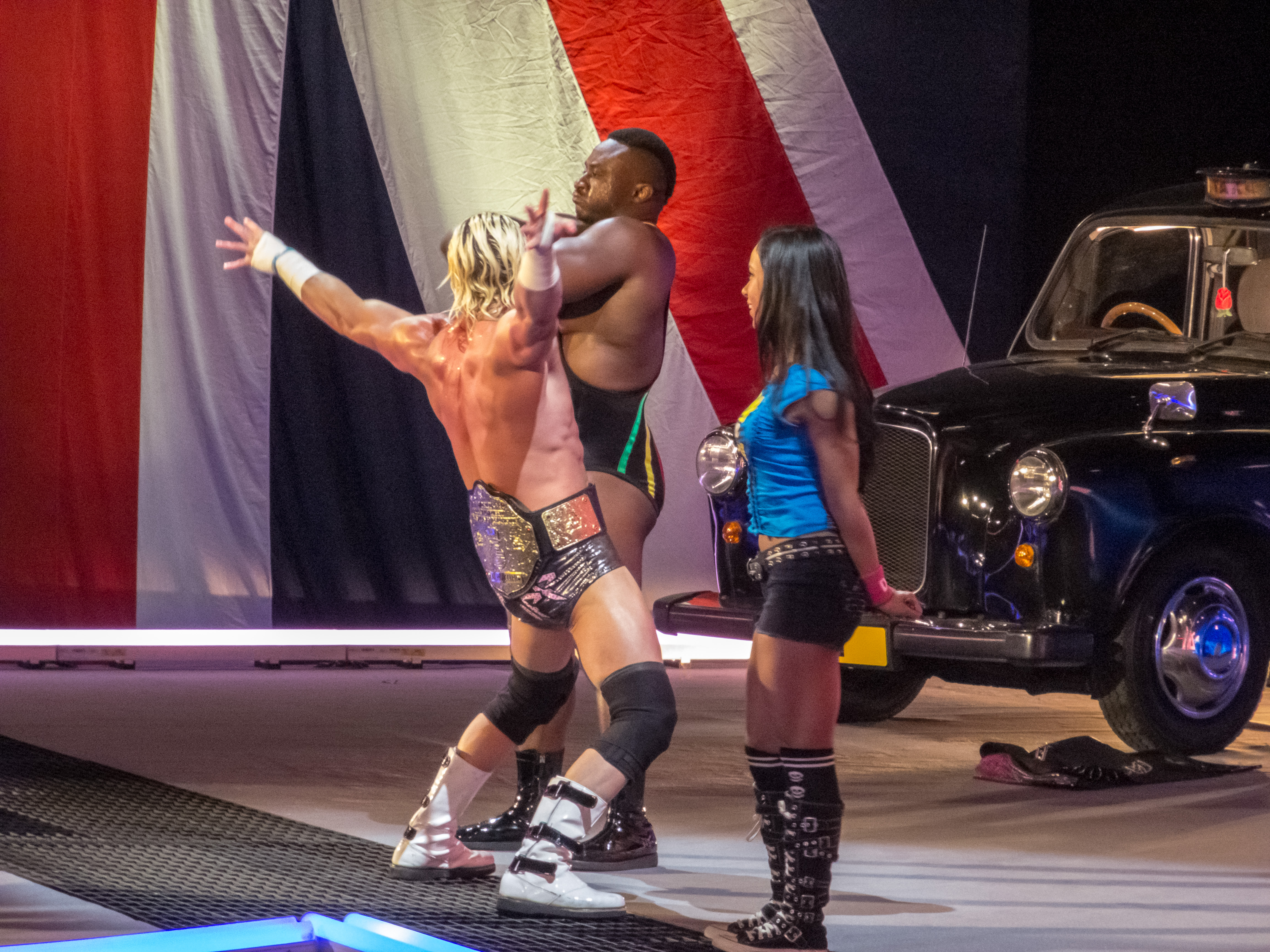
بيج إي لينجستون مع دولف زيجلر و اي جاي لي في عرض الراو

و بعدها نجح لينجستون في الدفاع عن لقبه بنجاح ضد كل من كونر اوبراين، كوري جريفز، براد مادوكس وداميان سانداو ولكنه خسر الحزام ضد بو دالاس حيث كانت أول خسارة فردية له في أن أكس تي، ضهر لينجستون في يوم 17 ديسمبر 2012 في عرض الراو عندما هاجم جون سينا وقد أنظم إلى أي جايلي ودولف زيجلر وأصبح حارسهما الشخصي، وفي يوم 7 أبريل 2013 فشل زيجلر ولينجستون في هزيمة أبطال الفرق كين ودانيال براين في عرض راسلمينيا29 , وفي عرض الراو إلذي يليه خاض لينجستون أول مباراة له في عرض راو وفاز على براين، وبعدها خاض لينجستون سلسلة مباريات ضد المنافس الأول لبطولة العالم للوزن الثقيل (إلتي كان يحملها زيجلر) البيرتو ديل ريو وأنتهت 3-2 لصالح ديل ريو، وفي 10 يونيو تضاهر لينجستون بأنه يحب بطلة الديفاز كاتلين ولمنه خدعها ورماها على الأرض لأنه كان مع أي جاي، وظل لينجستون واي جاي يسخرون من كاتلين حتى عرض ماني إن ذا بانك 2013 عندما تغلبت أي جاي على كاتيلن وبعدها أنتهت علاقة أي جاي وزيجلر وطلبت أي جاي من لينجستون أن يهاجم زيجلر في عرض الراو ففعل، وفي يوم 29 يوليو تمكن لينجستون من الفوز على زيجلر بالأقصاء بسبب أي جاي، وبعدها في مباراة الرد فاز لينجستون على دولف زيجلر بالتثبيت وذلك بسبب ألهاء من أي جاي وكاتلين، وفي يوم 18 أغسطس في عرض سمر سلام أقيمت مباراة فرق مختلطة بين بيج إي واي جاي ضد دولف زيجلر وكاتلين وتمكن الأخيران من الفوز على لينجستون وأي جاي وبعد هذه الخسارة أفترق كل من لينجستون واي جاي وأصبح مصارع بمفرده

و في يوم 18 أكتوبر 2013 في عرض سماك داون خسر لينجستون ضد سي ام بونك وتحول وجهه إلى محبوب عندما قام بمساعدة بانك على مهاجمة بول هيمان ولكنهما هوجما من قبل كيرتس اكسل ورايباك، وفي عرض الراو بيوم 21 أكتوبر تمكن بانك ولينجستون من الفوز على اكسل ورايباك لينجستون قام بتثبيت اكسل، وحصل على فرصة لمواجهة اكسل على بطولة القارات لكن اكسل أصاب مما حرم لينجستون من فرصته، وبعدها تحدى لينجستون بطل الولايات المتحدة الأمريكية دين امبروز في عرض الجحيم في الزنازانة فاز بها لينجستون بالعد الخارجي بعد هرب امبروز، وفي عرض راو هزم لينجستون امبروز مرة أخرى بالأقصاء بعد أن أوشك على تثبيته لولا تدخل سيث رولينز ورومان رينز 

و في يوم 18 نوفمبر عرض الراو تمكن لينجستون من هزيمة أكسل والفوز ببطولة القارات لأول مرة، وفي عرض سرفايفر سريز دافع لينجستون بنجاح عن لقبه ضد أكسل، وفي عرض تي ال سي دافع لينجستون عن لقبه مرة أخرى لكن هذه المرة ضد داميان سانداو، وفي أليمنيشون تشيمبر 2014 تمكن لينجستون من الدفاع عن لقبه ضد جاك سواجر، وفي راسلمينيا 30 شارك بيج إي في مباراة أندريه العملاق التذكارية ولكن تم أقصائه من قبل فاندانغو، وفي عرض أكستريم رولز خسر بيج إي بطولة القارات ضد باد نيوز باريت، وأيضا خسر مرة أخرى لباريت في عرض الراو، وفي عرض بايباك خسر بيج إي لروسيف وكذلك في عرض ماني إن ذا بانك، وفشل بالفوز باتل رويل في عرض باتل جراوند 2014 على بطولة القارات الشاغرة (خسارة بيج إي في خمس عروض متتالية لاتعني عدم فوزه بالكان يفوز في عروض الراو وسماك داون وماين أيفينت على العديد من النجوم منهم جاك سواجر، تايتوس أونيل، كيرتس اكسل، رايباك، سيزارو وغيرهم) 

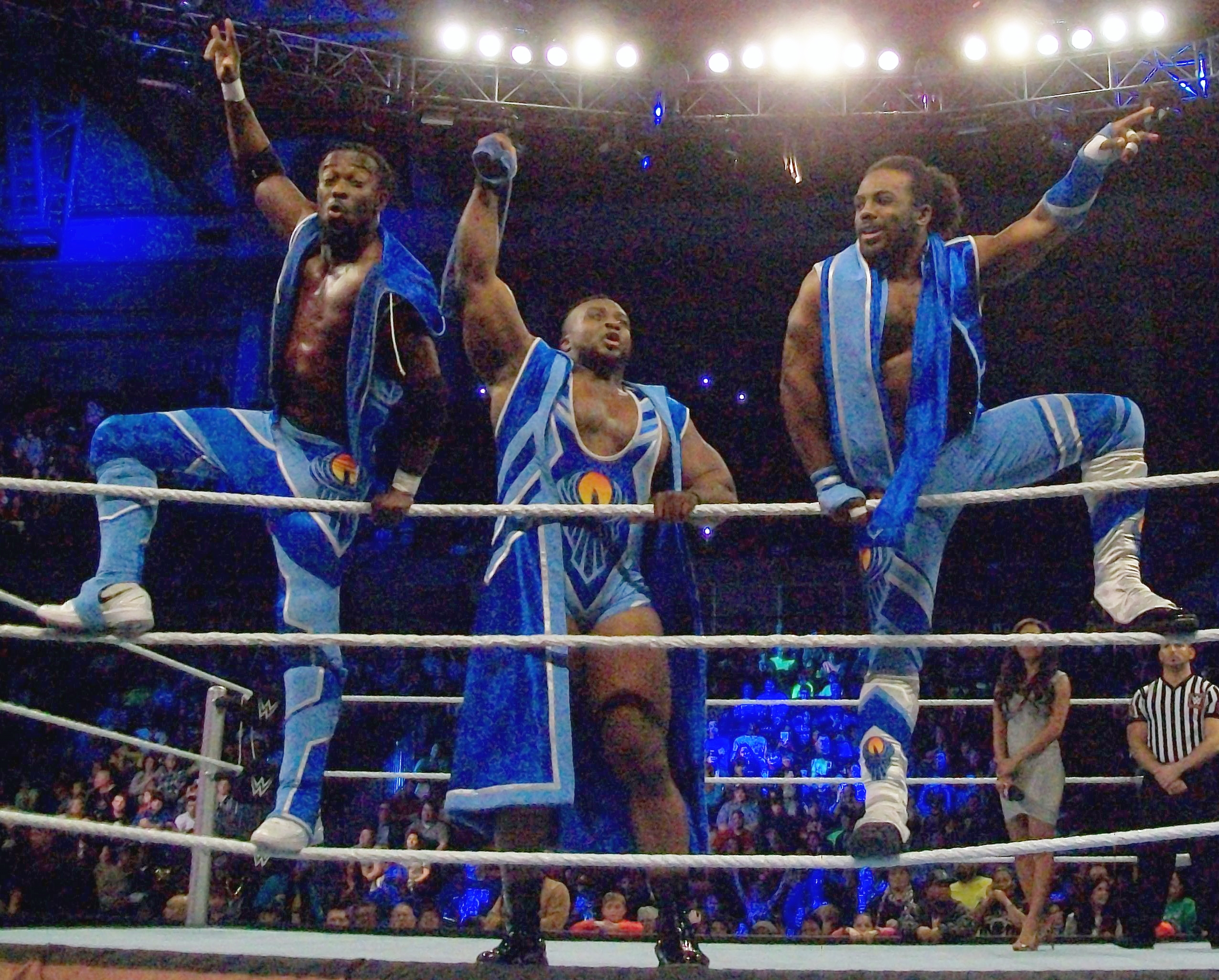
فريق The New Day في يناير 2015

و في عرض ماين أيفينت تمكن بيج إي وكوفي كنغستون مع أكزافير وودز بجانب الحلبة من الفوز على هيث سلايتر وتايتوس أونيل، ولكنهم أنفصلوا وبدأوا يصارعون بمفردهم وقد تعرض بيج إي لخسارة ضد سيد ماني إن ذا بانك سيث رولينز في عرض ماين أيفينت بيوم 16 سبتمبر 2014 , وفي يوم 28 نوفمبر في عرض سماكداون ظهر كل من بيج إي وكوفي كنغستون وأكزافير وودز بدخلة خاصة تحت اسم The New Day وقد أصبحوا فريقا وفازوا على هيث سلايتر، كيرتس اكسل وتايتوس أونيل في أول مباراة لهم كفريق ثلاثي.

## في المصارعة
- الحركات القاضية
- بيج أندينغ
- الحركات الخاصة
- إي تراين
- ضربة بركبتين
- ضربات مزدوجة على بطن الخصم
- كسر الأضلاع المزدوجة
- بطن لبطن سوبلكس
- الركوض والسقوط المحطم
- الهجوم على الخصم عندما يكون على عارضة الحلبة والأنقضاض عليه
- حركة الرمح من خلال الحبل الثاني عندما يكون الخصم على حافة الحلبة.
- مدرائه
- أكزافير وودز
- مصارعون أدار أعمالهم
- أي جاي لي
- دولف زيجلر
- ألقابه
- سيد الخمس عدات
- موسيقى الدخول
- I Need Five (أحتاج خمس) بواسطة جيم جونستون من 22 أبريل 2013 إلى 18 نوفمبر 2013
- Three Ain't Enough (ثلاث غير كافية) بواسطة جيم جونستون من 18 نوفمبر 2013 إلى 28 نوفمبر 2014
- New Day, New Way (يوم جديد، طريق جديد) بواسطة جيم جونستون من 28 نوفمبر 2014 حتى الآن.

## بطولاته وإنجازاته
- فلوريدا شامبيون شيب ريسلنغ

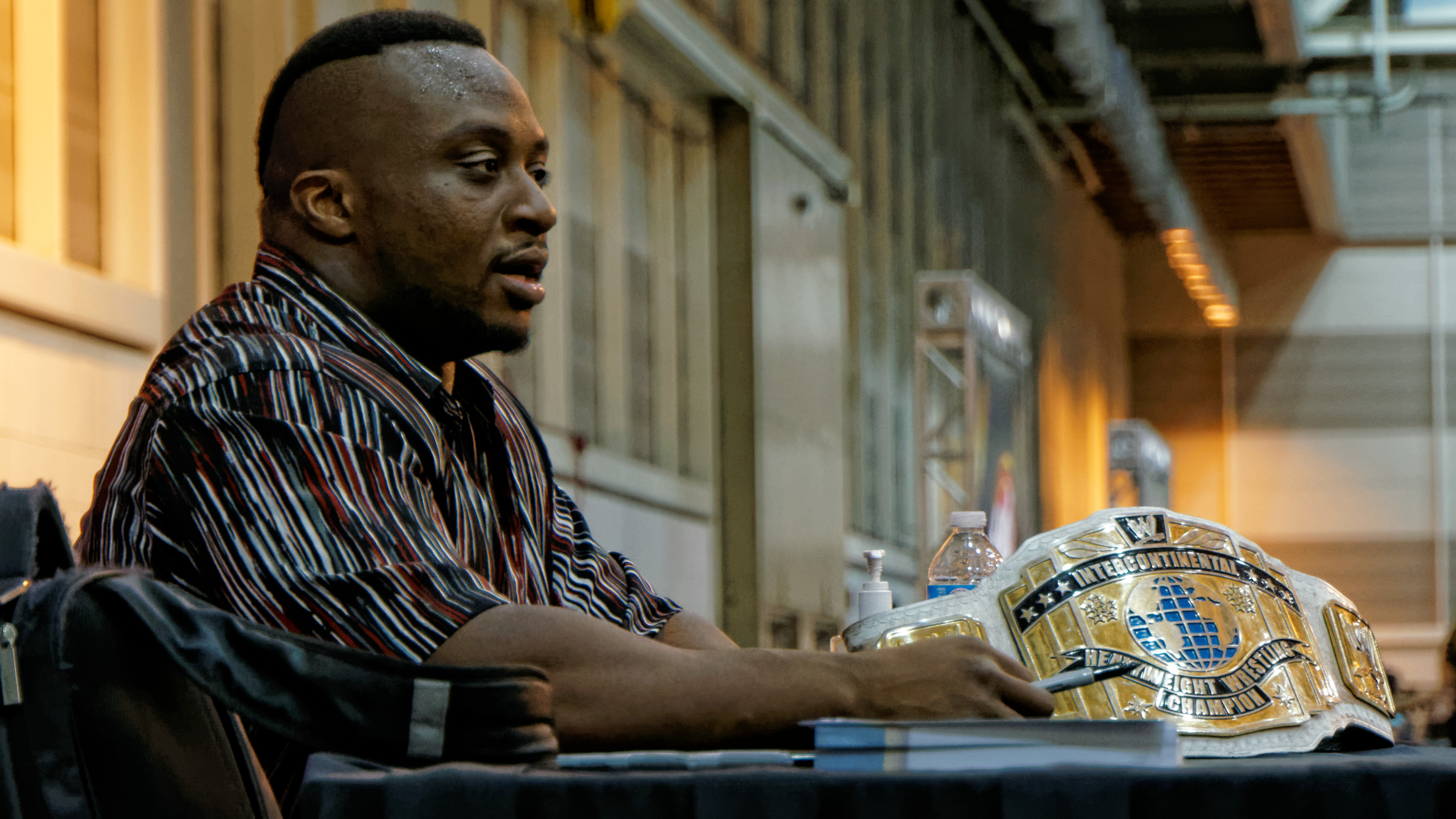
بيج إي مع حزام القارات سنة 2014

- بطولة أف سي دبليو فلوريدا للفرق - مرة واحدة مع كالفين راينس
- برو ريسلنغ لوستراتيد
- وضعته الPWl في المركز 24# من 500 مصارع لعام 2014
- اتحاد دبليو دبليو إي
- بطولة دبليو دبليو اي
- بطولة دبليو دبليو إي القارات - مرتين
- بطولة دبليو دبليو إي أن أكس تي - مرة واحدة

## روابط خارجية
- بيغ إي على موقع IMDb (الإنجليزية)
- بيغ إي على موقع قاعدة بيانات الفيلم (الإنجليزية)
- بيغ إي على موقع دبليو دبليو إي (الإنجليزية)
- بيغ إي على موقع WrestlingData.com (الإنجليزية)
- بيغ إي على موقع CageMatch worker (الإنجليزية)
- بيغ إي على موقع قاعدة بيانات المصارعة على الإنترنت (الإنجليزية)
- بيغ إي على موقع عالم المصارعة على الإنترنت (الإنجليزية)
- بيغ إي على موقع عالم المصارعة على الإنترنت (الإنجليزية)